# Ecuador op de Olympische Zomerspelen 2016
Ecuador nam deel aan de Olympische Zomerspelen 2016 in Rio de Janeiro, Brazilië. Tot de selectie behoorden 38 atleten, actief in 13 sporten. Niet eerder zond het Ecuadoraans olympisch comité zo veel atleten naar de Spelen. Snelwandelaar Andrés Chocho droeg de Ecuadoraanse vlag tijdens de openingsceremonie.

## Deelnemers en resultaten
(m) = mannen, (v) = vrouwen 

### Atletiek
| Olympiër             | Discipline            | Resultaat | Prestatie                                          |
| -------------------- | --------------------- | --------- | -------------------------------------------------- |
| Miguel Ángel Almachi | marathon (m)          | 85e       | 2:23.00                                            |
| Segundo Jami         | marathon (m)          | 124e      | 2:31.07                                            |
| Byron Piedra VS      | marathon (m)          | 18e       | 2:14.12 (PR)                                       |
| Mauricio Arteaga     | 20km snelwandelen (m) | DSQ       | DSQ                                                |
| Andrés Chocho        | 20km snelwandelen (m) | DSQ       | DSQ                                                |
| Daniel Pintado       | 20km snelwandelen (m) | 37e       | 1:23.44                                            |
| Rolando Saquipay     | 50km snelwandelen (m) | 34e       | 4:07.29                                            |
| Andrés Chocho        | 50km snelwandelen (m) | DSQ       | DSQ                                                |
| Claudio Villanueva   | 50km snelwandelen (m) | 45e       | 4:19.33                                            |
|                      |                       |           |                                                    |
| Narcisa Landázuri    | 100m (v)              | 19e       | serie 4: 4de in 11,38 halve finale 2: 6de in 11,27 |
| Ángela Tenorio       | 100m (v)              | 13e       | serie 3: 3de in 11,35 halve finale 1: 5de in 11,14 |
| Ángela Tenorio       | 200m (v)              | 21e       | serie 2: 4de in 22,94 halve finale 2: 7de in 22,99 |
| María Elena Calle    | marathon (v)          | 99e       | 2:48.39                                            |
| Rosa Chacha          | marathon (v)          | 100e      | 2:48.52                                            |
| Silvia Paredes       | marathon (v)          | 95e       | 2:48.01                                            |
| Magaly Bonilla       | 20km snelwandelen (v) | 27e       | 1:34.54                                            |
| Gabriela Cornejo     | 20km snelwandelen (v) | 31e       | 1:35.17                                            |
| Paola Pérez          | 20km snelwandelen (v) | 24e       | 1:33.53                                            |

### Boksen
| Olympiër           | Discipline | Resultaat | Prestatie                                                                                                  |
| ------------------ | ---------- | --------- | --- |
| Carlos Quipo       | –49kg (m)  | 5e        | 1ste ronde: vrij 2de ronde: W van MGL Gan-Erdene: 3–0 kwartfinale: V van USA Hernandez: 0–3                |
| Marlo Delgado      | –75kg (m)  | 9e        | 1ste ronde: W van VEN Pinto: 3–0 2de ronde: V van FRA Assomo: 2–1                                          |
| Carlos Andrés Mina | –81kg (m)  | 5e        | 1ste ronde: W van GER Michel: 3–0 2de ronde: W van IRL Ward: 2–1 kwartfinale: V van FRA Bauderlique: (tko) |
| Julio Castillo     | –91kg (m)  | 9e        | 1ste ronde: vrij 2de ronde: V van UZB Tulaganov: 0–3                                                       |

### Gewichtheffen
| Olympiër          | Discipline | Resultaat | Prestatie                                                    |
| ----------------- | ---------- | --------- | ------------------------------------------------------------ |
| Fernando Salas    | +105kg (m) | 14e       | trekken: 16de met 184kg stoten: 13de met 221kg totaal: 405kg |
|                   |            |           |                                                              |
| Alexandra Escobar | –58kg (v)  | 4e        | trekken: 4de met 100kg stoten: 4de met 123kg totaal: 223kg   |
| Neisi Dajomes     | –69kg (v)  | 6e        | trekken: 6de met 107kg stoten: 6de met 135kg totaal: 242kg   |

### Judo
| Olympiër            | Discipline | Resultaat | Prestatie                                                                           |
| ------------------- | ---------- | --------- | ----------------------------------------------------------------------------------- |
| Lenin Preciado      | –60kg (m)  | 17e       | 1ste ronde: vrij 2de ronde: V van SUI Chammartin: waza-ari                          |
| Freddy Figueroa     | +100kg (m) | 17e       | 1ste ronde: V van KOR Kim: ippon                                                    |
|                     |            |           |                                                                                     |
| Estefania García VO | –63kg (v)  | 9e        | 1ste ronde: W van GUI Bangoura: ippon 2de ronde: V van AUT Unterwurzacher: waza-ari |

### Kanovaren
| Olympiër        | Discipline   | Resultaat | Prestatie                                                                     |
| --------------- | ------------ | --------- | ----------------------------------------------------------------------------- |
| César de Cesare | K-1 200m (m) | 11e       | serie 1: 5de in 35,216 halve finale 1: 8ste in 35,936 finale B: 3de in 37,169 |

### Paardensport
| Olympiër          | Discipline  | Resultaat | Prestatie                                                   |
| Eventing          | Eventing    | Eventing  | Eventing                                                    |
| ----------------- | ----------- | --------- | ----------------------------------------------------------- |
| Nicolás Wettstein | individueel | DNF       | dressuur: 55ste met 56 strafpunten (55e) cross-country: DNF |

### Roeien
| Olympiër     | Discipline | Resultaat | Prestatie |
| ------------ | ---------- | --------- | --- |
| Gabriel Solá | skiff (m)  | 28e       | serie 5: 5de in 7.48,77 herkansingen: 3de in 7.16,39 halve finale E/F: 3de in 7.52,86 finale E: 4de in 7.53,54 |

### Schietsport
| Olympiër          | Discipline       | Resultaat | Prestatie                                    |
| ----------------- | ---------------- | --------- | -------------------------------------------- |
| Andrea Pérez Peña | 25 m pistool (v) | 37e       | kwalificatie: 37ste met 561 punten (279-282) |

### Triatlon
| Olympiër        | Discipline | Resultaat | Prestatie                                                                 |
| --------------- | ---------- | --------- | ------------------------------------------------------------------------- |
| Elizabeth Bravo | vrouwen    | 47e       | zwemmen: 20:10 wielrennen: 1:05:54 hardlopen: 40:09 totaal: 2:07:52 (47e) |

### Wielersport
| Olympiër     | Discipline       | Resultaat | Prestatie                                                      |
| BMX          | BMX              | BMX       | BMX                                                            |
| ------------ | ---------------- | --------- | -------------------------------------------------------------- |
| Emilio Falla | mannen           | DNF       | plaatsingsronde: 27ste in 36,463 kwartfinale 3: niet gefinisht |
| Weg          |                  |           |                                                                |
| Byron Guamá  | wegwedstrijd (m) | DNF       | niet gefinisht                                                 |

### Worstelen
| Olympiër       | Discipline  | Resultaat   | Prestatie                                         |
| Vrije stijl    | Vrije stijl | Vrije stijl | Vrije stijl                                       |
| -------------- | ----------- | ----------- | ------------------------------------------------- |
| Lissette Antes | –58kg (v)   | 19e         | kwalificatie: V van MDA Cherdivara: 0–3           |
| Grieks-Romeins |             |             |                                                   |
| Andrés Montaño | –59kg (m)   | 17e         | kwalificatie: vrij 2de ronde: V van CHN Wang: 0–8 |

### Zwemmen
| Olympiër            | Discipline           | Resultaat | Prestatie                |
| ------------------- | -------------------- | --------- | ------------------------ |
| Esteban Enderica    | 1500m vrije slag (m) | 24e       | serie 3: 2de in 15.10,15 |
| Iván Enderica Ochoa | 10km open water (m)  | 16e       | 1:53:16.2                |
|                     |                      |           |                          |
| Samantha Arévalo    | 10km open water (v)  | 9e        | 1:57:27.2                |